# Sumitomo Corporation of America
Sumitomo Corporation of America — універсальна торгова компанія, що веде свою діяльність в Північній Америці. Крім торгівлі займається дистрибуцією, управлінням проектами, ланцюжками поставок, передачею технологій і багатьом іншим. Входить до кейрецу Sumitomo Group.

## Історія
Компанія була заснована в 1952 році як дочірня компанія японської сого сьося компанії Sumitomo Corporation під назвою Sumitomo Shoji America, Inc. У 1978 році назва була змінена на сучасну — Sumitomo Corporation of America.

## Компанія сьогодні
Бізнес компанії зосереджений в декількох основних сегментах: дистрибуція, передача технологій, управління проектами і ланцюжками поставок, торгівля і транспорт.